# Conotrachelus pygidialis
Conotrachelus pygidialis – gatunek chrząszcza z rodziny ryjkowcowatych.

## Zasięg występowania
Ameryka Południowa, występuje w Brazylii.

## Budowa ciała
Przednia krawędź pokryw nieznacznie szersza od przedplecza; boczne krawędzie w przedniej części nieco się rozszerzają. Na ich powierzchni wyraźne, podłużne żeberkowanie oraz dość gęste grube, podłużne punktowanie. Przedplecze w tylnej części prostokątne w zarysie, w przedniej silnie zwężone i krótkie. Jego powierzchnia bardzo gęsto i grubo punktowana.